# Hinnerup

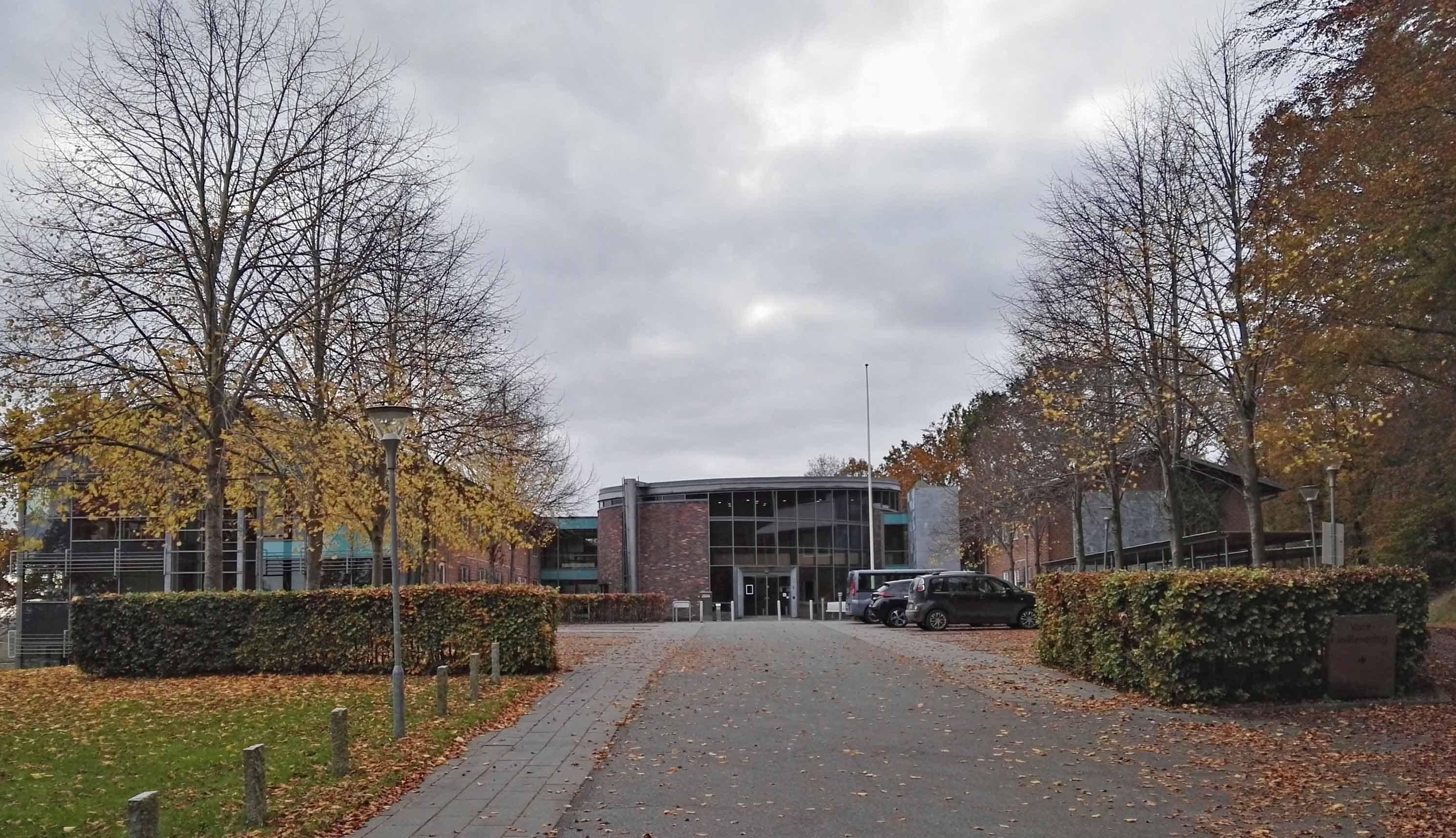

Hinnerup é um município da Dinamarca, localizado na região central, no condado de Arhus.
O município tem uma área de 76 km² e uma  população de 11 647 habitantes, segundo o censo de 2003.